# Hyrieus
Hyrieus (Oudgrieks: Ὑριεύς) is een koning uit de Griekse mythologie. Hij geldt als een zoon van de zeegod Poseidon en de Pleiade Alcyone.
Hyrieus was koning van de stad Hyria in Boeotië, en huwde met de nimf Clonia, met wie hij volgende kinderen kreeg: drie zonen, Orion, Nycteus en Lycus, en één dochter Nycteïs, die moeder zou worden van Labdacus.
De schrijver Pausanias vertelt de volgende anekdote over Hyrieus: Omdat hij zo rijk was, liet hij een goed beveiligde schatkamer bouwen om er al zijn rijkdom in onder te brengen. De opdracht daartoe gaf hij aan de broeders Agamedes en Trophonius, de architecten die ook de beroemde Augiasstal hadden gebouwd. Zij bouwden die schatkamer echter zó, dat zij door één steen van buiten uit weg te nemen daarin konden binnendringen zonder de deuren te openen. Spoedig werden zij evenwel betrapt, en Agamedes verloor daarbij het leven. Zijn broer kon echter ontsnappen en kreeg later nabij de plaats, waar hij overleed, een beroemd orakel. (Dit verhaal lijkt overigens op de anekdote over de Egyptische koning Rhampsinitus en de sluwe dief, dat we bij Herodotus kunnen lezen.)